# Prionops gabela
Prionops gabela là một loài chim trong họ Prionopidae.